# Gestaltpsykologi
Gestaltpsykologi er en psykologisk skole, der fokuserer på menneskets måde at organisere og opfatte sanseindtryk på. Den blev udviklet i begyndelsen af det 20. århundrede af tyske psykologer som Max Wertheimer, Wolfgang Köhler og Kurt Koffka.
Ordet "Gestalt" kommer fra det tyske sprog og kan oversættes som "form" eller "helhed". Hovedideen bag gestaltpsykologi er, at menneskets opfattelse af verden ikke sker gennem en simpel sum af individuelle elementer, men derimod gennem en organisering af disse elementer i meningsfulde helheder eller mønstre.

## Kerneideer
Gestaltpsykologi er en teori om bevidstheden, der er udarbejdet af eksperimentelle psykologer på Humboldt-universitetet i Berlin.
Gestaltpsykologi er et forsøg på at forstå lovene bag evnen til at erhverve og bevare meningsfulde perceptioner. Dens centrale princip er at bevidstheden er en holistisk enhed, med en tendens til selvorganisation. Den er udviklet i starten af det tyvende århundrede af Kurt Koffka, Max Wertheimer, og Wolfgang Köhler (elever fra Carl Stumpf).

## I Danmark
Gestaltpsykologi har haft en betydelig indflydelse på psykologien i Danmark, selvom den ikke nødvendigvis har været dominerende. Gestaltpsykologi har især bidraget til den teoretiske forståelse af perception og kognition. Gestaltpsykologi har haft en bredere indflydelse på kognitive videnskaber, og da kognitiv psykologi har spillet en vigtig rolle inden for psykologien i Danmark, har gestaltpsykologien bidraget til udviklingen af kognitive teorier og metoder. Psykologen Bjarne Sode Funch har skrevet en dansksproget introduktion til tilgangen.